# 天主教索伦托-斯塔比亚海堡总教区
天主教索伦托-斯塔比亚海堡总教区是罗马天主教在意大利南部坎帕尼亚大区设立的一个总教区。1986年，斯塔比亚海堡教区并入历史悠久的索伦托总教区后改为今名。 
1818年，Massa Lubrense教区、维克艾库塞教区和卡普里教区都并入索伦托总教区。